# 御
御（お、おん、み、ご）は、日本語の敬語を作る接頭辞である。仮名表記されることも多い。

## 読み
お
和語に付く代表的な読みであるが、和語以外に付くことも少なくなく（例: お食事・お電話・お時間）、「お」と後述の「ご」のどちらも付く場合もある（例：お返事⇔ご返事）。
平安時代までは、ま行音の前にのみ見られた希な形だったが、鎌倉時代から、語幹の頭音に関わらず付くようになった。
女房言葉は「お」のつく言葉が非常に多い。
おん
平安時代までは、ま行音の前以外では「おん」（古い表記では「おむ」）という語形が一般的だった。
ご
和語に付く「お」の代わりに漢語に付く。
和語の形容動詞に付く場合も僅かながらある（例：ごゆっくり、ごもっとも）。
み
他の読みとは若干意味が異なり、神や皇室に関わる場合に使う。
主の祈りに見られるように、キリスト教でも多用される。

## 歴史
もっとも古くからある和語は「み」である。これに「おほ（大）」が加わった「おほみ」が摩滅して「おおん・おん・お」などが生じた。
「ご」は漢語「御」の呉音に由来する。「御」は本来「車を走らせる」という意味だったが、皇帝に関係する物事に「御」をつけることで敬意を表すようになった。日本ではより一般的な敬語として使われるようになった。本来の意味では漢音の「ぎょ」で読むのが普通である。例：「御苑」（ぎょえん）・「御名御璽」（ぎょめいぎょじ）・「太平御覧」（たいへいぎょらん）。

## 用法

### 一般名詞
一般名詞に付き、尊敬語・丁寧語を作る。

### 動詞
動詞の連用形に付く。ただしサ変動詞に対しては語幹（「する」を除いた形）に付く。
続く語によって敬語の意味が異なり、「になる」などを伴うと尊敬語、「する」などを伴うと謙譲語になる。例えば「作る」に対し「お作りになる」は尊敬語、「お作りする」は謙譲語である。

### 人名
室町時代以降、接頭辞「お」が付いた女性名が広まった。原則として、仮名で2音の名に「お」を付け「お○○」（表記はさまざま）の形になる。
「於」「阿」と書かれることもあった。「阿」は本来は「お」とは読まないが、中国語で愛称を作る人名接頭辞「阿」に影響されたと見られている。
なお、より古い時代の『太平記』に「御妻（おさい）」という呼び名が記録されているが、これは地位にちなんだ候名であり、特定の人物を指し示す名ではない。